# Nematolepis wilsonii
Nematolepis wilsonii là một loài thực vật có hoa trong họ Cửu lý hương. Loài này được (N.G. Walsh & Albr.) Paul G. Wilson mô tả khoa học đầu tiên năm 1998.